# Museo archeologico del territorio di Populonia
Il Museo Archeologico del Territorio di Populonia, inaugurato nel 2001 nella città di Piombino, contiene reperti provenienti da quello che era l'antico territorio di Populonia (Val di Cornia) per un periodo che va dalla preistoria alla tarda antichità. Presso il museo è attivo un centro di archeologia sperimentale, riguardante la lavorazione della ceramica e della pietra.

## L'edificio
Il museo si trova in un edificio storico che faceva parte dell'antica Cittadella, sede dei principi Appiani e quindi della principessa Elisa Baciocchi, sorella di Napoleone. Si tratta del palazzo Nuovo (antiche stalle e alloggi della corte degli Appiani) che ha, prima del museo, ospitato anche abitazioni popolari, caserme di pubblica sicurezza e un istituto professionale. Il progetto di restauro è stato firmato da Pier Luigi Cervellati, Giovanni Maffei Cardellini e Alberto Montemagni.

## Percorso espositivo
Il museo ha come scopo di illustrare la storia del territorio e dell'utilizzo delle sue risorse, tra cui in particolare quelle minerarie. I materiali sono databili dall'epoca preistorica a quella etrusca (corredi tombali dalle necropoli di Populonia) e romana.
L'organizzazione segue il filo cronologico della storia del territorio: le prime sale sono dedicate ai reperti preistorici (dall'età della pietra all'età del bronzo), le sale centrali al periodo etrusco e le ultime al periodo romano e tardo antico.
Oltre che dai reperti, i diversi periodi sono illustrati anche da una serie di pannelli che rivestono le pareti delle sale e in alcuni casi circondano le vetrine. Vi sono inoltre esposti modelli di impianti produttivi (forni protostorici ed etruschi), di una tomba e del carico di una nave.

### L'Anfora di Baratti
Il reperto più importante conservato nel museo è l'Anfora argentea di Baratti, rinvenuta accidentalmente in mare tra le reti di un peschereccio nelle acque del golfo di Baratti nel 1968 e pazientemente restaurata. Questo vaso, risalente al IV secolo d.C. e decorato con 134 medaglioni raffiguranti miti e divinità pagane, legate al culto della dea Cibele.
Non solo si tratta quindi di un raro pezzo di argenteria tardoantica, ma anche di un documento sul persistere della cultura pagana in alcune frange di popolazione dell'Impero Romano anche dopo la conversione statale al Cristianesimo.

### Altri reperti
Altri importanti reperti del museo di Populonia sono il Mosaico dei pesci, raffigurante una scena di naufragio e risalente al II secolo a.C., il Tesoretto di Rimigliano (un insieme di monete romane rinvenute in mare concrezionate fra loro), il carico del relitto del Pozzino (nave del II secolo a.C.) e i corredi di numerose tombe etrusche, fra cui sono da segnalare la Tomba delle Oreficerie (VII secolo a.C.), la Tomba del Bronzetto di Offerente (VI-IV secolo a.C.) e la Tomba 14 delle Grotte (IV-III secolo a.C.) rinvenuta durante una campagna di scavi del 1997-1998.
Spicca inoltre l'incisione su pietra di un bisonte di epoca preistorica.